# 正德
正德（1506年—1521年）是明武宗的年号。明朝使用正德这个年号一共16年。
正德十六年四月二十二日明世宗即位沿用，翌年改元嘉靖。

## 大事记
- 正德八年——葡萄牙人第一次来到中国。葡萄牙使者道咪卑利士（皮莱资）抵达北京。
- 正德九年——赛德尔汗建立叶尔羌汗国。
- 正德九年五月六日——云南大理地震。
- 正德十四年——寧王之亂

## 出生
- 正德九年——海瑞，明朝大臣
- 正德十三年5月25日（约）——李时珍，医学家

## 逝世
- 正德五年八月——刘瑾，明朝宦官（出生年月不明）
- 正德八年——郑纪，明朝大臣
- 正德八年——华燧，中国印刷师
- 正德十三年——孝贞纯皇后（憲宗皇后、孝宗朝皇太后、武宗朝太皇太后）
- 正德十六年——明武宗

## 藝術特色
由於受到回教傳入的影響，此時期的特色在於瓷器上刻有阿拉伯文或波斯文。器身通常有六字年款的標記，有些則是四個字。這類的瓷器在正德皇帝死後即不再生產，後朝雖有類似作品，但在品質上不及此時期。

## 公元纪年对照表
| 正德 | 元年   | 二年   | 三年   | 四年   | 五年   | 六年   | 七年   | 八年   | 九年   | 十年   |
| ---- | ------ | ------ | ------ | ------ | ------ | ------ | ------ | ------ | ------ | ------ |
| 公元 | 1506年 | 1507年 | 1508年 | 1509年 | 1510年 | 1511年 | 1512年 | 1513年 | 1514年 | 1515年 |
| 干支 | 丙寅   | 丁卯   | 戊辰   | 己巳   | 庚午   | 辛未   | 壬申   | 癸酉   | 甲戌   | 乙亥   |
| 正德 | 十一年 | 十二年 | 十三年 | 十四年 | 十五年 | 十六年 |        |        |        |        |
| 公元 | 1516年 | 1517年 | 1518年 | 1519年 | 1520年 | 1521年 |        |        |        |        |
| 干支 | 丙子   | 丁丑   | 戊寅   | 己卯   | 庚辰   | 辛巳   |        |        |        |        |

## 同期存在的其他政权年号
- 中國
  - 明正（1511年）：明朝时期—曹甫之年號
  - 大顺平定（1520年）：明朝时期—段长之年號
  - 顺德（1519年）：明朝时期—朱宸濠之年號
- 越南
  - 端慶（1505年－1509年）：后黎朝—威穆帝黎濬之年号
  - 洪順 （1509年－1516年）：后黎朝—襄翼帝黎潆之年号
  - 光紹或光照 （1516年－1522年）：后黎朝—昭宗黎椅之年号
  - 大德 （1518年）：后黎朝—黎榜之年号
  - 天憲 （1518年－1519年）：后黎朝—黎槱之年号
  - 統元 （1522年－1527年）：后黎朝—恭皇帝黎椿之年号
  - 宣和 （1516年－1521年）：后黎朝时期—陳昌之年号
- 日本
  - 永正（1504年－1521年）：后柏原天皇之年號
  - 大永（1521年－1528年）：后柏原天皇、后奈良天皇之年號

## 深入閱讀
- 李崇智. . 北京: 中華書局. 2004年12月. ISBN 7101025129.
- 鄧洪波. . 臺北: 國立臺灣大學東亞經典與文化研究計劃. 2005年3月  [2021-11-26]. ISBN 9789860005189. （原始内容 (pdf)存档于2007-08-25）.